# Radiación de terahercios
En física, la radiación de terahercios también conocida como radiación submilimétrica, ondas de terahercios, frecuencia tremendamente alta se refiere a las ondas electromagnéticas que se propagan en las frecuencias en el rango de los terahercios. Asimismo, se denomina como radiación submilimétrica, ondas de terahercios, luz de terahercios, rayos T, T-luz, T-lux y THz. El término usualmente se aplica a las radiaciones electromagnéticas con frecuencias entre el borde de alta frecuencia de la banda de microondas, 300 gigahercios (3×1011 Hz) y el borde de larga longitud de onda de una luz infrarroja lejana, 3000 GHz. En las longitudes de onda, este rango corresponde a 0.1 mm en el infrarrojo a 1.00 mm en las microondas. La banda THz se extiende a ambos lados de la región donde la física electromagnética se puede describir por sus características de ondas (microondas) y por sus características similares a las partículas (infrarrojo).

Las ondas de Terahertz se encuentran en el extremo más alejado de la banda de infrarrojos, justo antes del inicio de la banda de microondas.

Las ondas de terahercios se encuentran en el extremo más alejado de la banda infrarroja, justo antes del inicio de la banda de microondas.

## Introducción
Al igual que la radiación infrarroja o de microondas, estas ondas usualmente viajan en la línea de visión. La radiación por terahercios es la radiación submilimétrica de microondas no ionizantes que comparten con las microondas la capacidad de penetrar una gran variedad de materiales no conductores. La radiación por terahercios puede pasar a través de la ropa, el papel, el cartón, la madera, la mampostería, el plástico y la cerámica. También puede penetrar la niebla y las nubes, pero no puede penetrar el metal o el agua.

Parcela de la transmisión de cenit atmosférico en la cima del Mauna Kea en todo el rango de 1 a 3 THz del espectro electromagnético a un nivel de vapor de agua precipitable de 0.001 mm (simulación)

La atmósfera de la Tierra es un gran absorbente de la radiación con terahercios, por lo que el rango de radiación es bastante corto, limitando su utilidad para las comunicaciones. Así mismo, la producción y la detección coherente de la radiación de terahercios eran técnicamente complicadas hasta la década de 1990.

## Investigación

### Imagen médica
- La radiación de terahercios no es ionizante, y por lo tanto no se espera que dañe los tejidos ni el ADN, a diferencia de los rayos-X. Algunas frecuencias de la radiación pueden penetrar algunos milímetros de tejido con poco contenido de agua (ej. el tejido graso) y refleja de vuelta. La radiación de terahercios puede también detectar diferencias en el contenido de agua y la densidad del tejido. Estos métodos pueden permitir la detección eficaz del cáncer epitelial con un sistema más seguro y menos doloroso por medio de la utilización de imágenes.
- Algunas frecuencias de la radiación de terahercios pueden ser usadas para imágenes en 3D de los dientes, y puede ser más preciso y seguro que los métodos convencionales de rayos X.

### Seguridad
- La radiación de terahercios puede penetrar los tejidos y los plásticos, así que puede ser usada en la vigilancia, como control de la seguridad, para descubrir armas ocultas en alguna persona. Esto es de particular interés con las  "huellas digitales" espectrales en el rango de terahercios. Esto ofrece la posibilidad de combinar identificación espectral con imágenes. La detección pasiva de las firmas de terahercios evitan la intimidad corporal por ser dirigidos a un rango de materiales y objetos muy específicos.

### Uso científico y representación óptica
- Espectroscopia en radiación de terahercios podría dar nueva información tanto en química como en bioquímica.
- Métodos recientemente desarrollados de espectroscopia de THZ tiempo-dominantes y de tomografía de THz, han demostrado ser capaces de tomar medidas y de obtener imágenes de muestras que son opacas en las regiones visibles y casi infrarrojas del espectro. La utilidad de THz-TDS es limitada cuando la muestra es muy delgada o tiene baja absorción, dado que es muy difícil distinguir cambios en el pulso de los THz causados por la muestra de aquellos causados por fluctuaciones de largo plazo en la fuente del láser conductor o del experimento. Sin embargo, THz-TDS producen radiación que es tanto coherente como espectralmente amplia, de modo que tales imágenes pueden contener mucha más información que una imagen convencional formada por una fuente de una sola frecuencia.
- Un uso primario de ondas submilimétricas en física es el estudio de materia condensada en campos magnéticos de alta magnitud, dado que en campos altos ( por encima de 15 teslas) las frecuencias Larmor están en la banda submilimétrica. Muchos laboratorios de campos de alta magnitud realizan este trabajo, como el National High Magnetic Field Laboratory (NHMFL) en Florida.
- Astronomía submilimétrica.
- La radiación de terahercios podría permitirle a los historiadores de arte ver murales escondidos bajo capas de yeso o pintura en edificios de muchos siglos de antigüedad, sin afectar la obra de arte.

### Comunicación
- Existen unos potenciales en telecomunicaciones de altura, por encima de altitudes donde el vapor de agua causa absorción de señal: Aeronave a satélite o satélite a satélite.

### Manufactura
- Muchos usos posibles de detección y representación óptica de terahercios, están propuestos en manufacturas, control de calidad y monitoreo de proceso. Estos normalmente explotan los rastros de plástico y cartón haciéndolos transparentes a la radiación de terahercios, haciendo que sea posible el inspeccionar productos empaquetados.

## Terahercios contra ondas submilimétricas
La banda terahercios, cubriendo un rango de largo de onda entre 0.1 y 1mm, es idéntico al largo de banda de la onda submilimétrica. Sin embargo, normalmente el término terahercios es más usado en mercadeo en relación con la generación y detección con láser pulsados, como espectroscopia de terahercios de tiempo-dominado, mientras que el término submilimétrico, es normalmente usado para la generación y detección de tecnología de microondas, como la multiplicación armónica.

## Seguridad
La región de terahercios, está entre la región de frecuencia de radio, y la óptica, normalmente asociada con láseres. Tanto los estándares de seguridad IEEE RF como el estándar de seguridad con láser ANSI, tienen límites en la región de terahercios, pero ambos límites están basados en extrapolación. Se espera que el efecto en tejidos sea de naturaleza térmica y por lo tanto predecible mediante modelos térmicos convencionales. Se están realizando estudios para recolectar datos para poblar esta región del espectro, y validar los límites de seguridad

## Libros acerca de ondas milimétricas y submilimétricas;óptica RF
- Quasioptical systems: Gaussian beam quasioptical propagation and applications, Paul F. Goldsmith, IEEE Press
- Millimeter wave spectroscopy of solids, edited by G. Grüner, Springer
- Detection of light: from the ultraviolet to the submillimeter, George Rieke, Cambridge
- Modern millimeter-wave technologies, Tasuku Teshirogi and Tsukasa Yoneyama, eds, IOS press
- Optoelectronic techniques for microwave and millimeter-wave engineering William Robertson, Artech
- Principles of terahercios Science and Technology, Yun-Shik Lee, Springer